# Asteroid tipa Q
 Asteroid tipa Q je precej redka vrsta asteroidov iz notranjega dela asteroidnega pasu. Imajo močno in široko črto, ki pripada olivinu in piroksenu pri 1 μm. Prav tako kažejo obliko spektra, ki je značilen za prisotnost kovine. Najdemo tudi absorbcijo pod in nad valovno dolžino 0,7 μ. Na splošno so spektri teh asteroidov nekje med tipom V in S.
Spekter je podoben spektru hondritnih meteoritov tipov H, L in LL. To je kazalo na to, da mora biti teh asteroidov veliko. Našli pa so jih zelo malo.
Primeri asteroidov tipa Q :
- 2063 Bakhus
- 1862 Apolon